# Croix Blanche (Risle)
Die Croix Blanche (französisch: Ruisseau de la Croix Blanche) ist ein kleiner Fluss im Nordwesten von Frankreich, der im Département Eure der Region Normandie südöstlich der Stadt Le Havre verläuft.

## Geografie

### Verlauf
Die Croix Blanche entspringt im nordwestlichen Gemeindegebiet von Le Mesnil-Saint-Jean, knapp an der Grenze zur Nachbargemeinde Lieurey, verläuft generell in östliche Richtung durch die Landschaft Lieuvin und mündet nach insgesamt rund 15 Kilometern im Gemeindegebiet von Authou als linker Nebenfluss in die Risle. Im Mündungsabschnitt quert die Croix Blanche die Bahnstrecke Serquigny–Oissel.

### Orte am Fluss
(Reihenfolge in Fließrichtung)
- Le Bois Louvet, Gemeinde Le Mesnil-Saint-Jean
- La Graffonière, Gemeinde Saint-Georges-du-Vièvre
- Saint-Benoît-des-Ombres
- Vallée Féron, Gemeinde Saint-Grégoire-du-Vièvre
- Livet-sur-Authou
- La Croix Blanche, Gemeinde Authou
- Clos Cacheloup, Gemeinde Authou